# Moja Mišel'
Moja Mišel' (in russo Моя Мишель?) è un gruppo musicale russo formatosi nel 2009. È attualmente costituito dalla cantante Tat'jana Tkačuk, e dai musicisti Pavlo Ševčuk, Renat Samigullin, Pavel Vovk e Aleksandr Kul'kov.

## Storia del gruppo
Originario di Blagoveščensk, il nome del gruppo è un omaggio a Michelle, celebre brano dei Beatles. Si è fatto conoscere con il successo radiofonico Chimija, tratto dall'omonimo album in studio (2015), che ha raggiunto la 50ª posizione della hit parade russa della Tophit. L'anno successivo hanno ottenuto il loro miglior posizionamento nella suddetta classifica con Tëmnye allei, conservando la posizione al vertice per tre settimane di fila, e il primo ingresso in quella ucraina.
Otstoj (2016), terzo LP del gruppo, è stato susseguito dai dischi Ljubi menja do konca mira (2018) e Iz cvetov i temnoty (2022). Un estratto di quest'ultimo, intitolato Zima v serdce (2021), ha scoperto popolarità due anni più tardi, ottenendo successo radiofonico discreto e raggiungendo la 6ª posizione nella Latvijas straumētāko singlu della Latvijas Izpildītāju un producentu apvienība. Ai premi annuali organizzati da Muz-TV, hanno ricevuto la candidatura in quattro categorie, tra cui quella al miglior gruppo.
Nel marzo 2025 il loro singolo Oblaka (2024) è stato riconosciuto col premio Viktorija al gruppo pop dell'anno ed è stato presentato un sesto disco di inediti, intitolato Angely i ne očen'; esso contiene collaborazioni con LSP e Basta. Sono stati candidati per il premio RU.TV al miglior gruppo e hanno vinto quello di Novoe Radio il mese seguente.

## Formazione
Attuale
- Tat'jana Tkačuk – voce
- Pavlo Ševčuk
- Renat Samigullin
- Pavel Vovk
- Aleksandr Kul'kov

Ex componenti
- Oleg Burakov
- Denis Marinkin
- Dmitrij Strel'cov
- Michail Lisov

## Discografia

### Album in studio
- 2013 – Ty mne nraviš'sja
- 2015 – Chimija
- 2016 – Otstoj
- 2018 – Ljubi menja do konca mira
- 2022 – Iz cvetov i temnoty
- 2025 – Angely i ne očen'

### Singoli
- 2015 – Dura
- 2016 – Tëmnye allei (con DJ Smash)
- 2017 – Nastja
- 2017 – Vanjuša
- 2017 – Santa
- 2018 – Letovsegda
- 2018 – Chvatit ubegat'
- 2019 – Bembi
- 2019 – Na bilet
- 2019 – Roždestvo (con Brainstorm)
- 2020 – Naivnost', č. 1
- 2020 – Roman
- 2020 – Kovër
- 2020 – Naivnost', č. 2
- 2020 – Nel'zja ubežat'
- 2021 – Medlennaja zvezda
- 2021 – Nesovmestimost' (feat. Milkovskyi)
- 2021 – OK
- 2021 – Zima v serdce
- 2021 – Tëmnaja voda
- 2021 – Ty i muzyka
- 2022 – Ptaška (con Dose)
- 2022 – Kurtočka (con LSP)
- 2022 – Veter menjaet napravlenie
- 2023 – Vozdušnyj šar
- 2023 – Rybka (con Vanja Dmitrienko)
- 2023 – Iz drugogo goroda
- 2023 – Lav ju
- 2023 – Liven'
- 2024 – Oblaka
- 2024 – Gorod angelov